# Доманський Андрій Юрійович
Андрі́й Ю́рійович Дома́нський (нар. 8 серпня 1974, Одеса) — український телеведучий.

## Життєпис
Народився 8 серпня 1974 року в Одесі в родині інженерів. Здобув освіту інженера-системотехніка в Одеському політехнічному університеті. За фахом працював лише два роки на перших двох курсах університету.
Почав кар'єру у 1992 році, у віці 18 років, радіоведучим на одеській радіостанції «Просто радіо». З 5 липня 1994 року — ведучий популярного ранкового радіошоу «З тієї ноги».
З жовтня 2002 року почав співпрацювати з «Новим каналом» — став ведучим ранкової програми «Підйом». Вів шоу «Тільки правда?», «Хто проти блондинок?», «Інтуїція», «Фабрика зірок», «Світлі голови» та інших.
У жовтні 2010 року звільнився з «Нового каналу»; працює на каналі «1+1» — став ведучим «Шоу на два мільйони», а згодом «Побий ведучого» і сімейного шоу «Мій зможе». З травня 2011 року — співведучий талант-шоу «Голос країни» (разом з Катериною Осадчою).
З 2014 по 2022 рік — ведучий телеканалу «Інтер».
На початку квітня 2021 року стало відомо, що Андрій Доманський вестиме закриття фестивалю «Слов'янський базар» у Вітебську. Він замінить Тимура Мірошниченка, який був ведучим цього фестивалю 10 років поспіль, але публічно відмовився їхати цьогоріч через політичні мотиви.

## Особисте життя
Перша дружина Юлія. Від першого шлюбу син Василь Доманський (2000) і дочка Лада Доманська (2004).
Перебував у цивільному шлюбі з телеведучою Лідією Таран до 2010 року. Їхня спільна донька — Василина Доманська (2007).
Третя дружина Марина. Мають двох спільних дітей: доньку Кіру (народилась 19 вересня 2011 року) і доньку Віру (народилась 23 червня 2016 року).

## Скандали
У травні 2018 року було оприлюднено запис концерту до 9 травня телеканалу «Інтер», в якому Доманський заявив: «ми не можемо дозволити, щоб вулиці наших міст називали іменами фашистських злочинців, а їхні портрети безкарно проносили під час факельних ходів у нашій столиці, де кожен метр просякнутий кров'ю наших співвітчизників».
Сам концерт, а також заява Доманського викликали скандал у суспільстві, зокрема критику з боку українських націоналістичних організацій. Кілька десятків представників партії «Національний корпус» та організації «Національні дружини» прийшли під стіни будівлі телеканалу «Інтер» у Києві зранку 9 травня. Вони вимагали позбавити канал ліцензії через «антиукраїнську редакційну політику».

## Телепроєкти

### Новий канал
- «Підйом»
- «Весілля за 48 годин»
- «Весілля з трьома морами»
- «Тільки правда?»
- «Хто проти блондинок?»
- «Інтуїція»
- «Світлі голови»
- «Володар гори»
- «Фабрика зірок» (1, 3 та 4 сезони)

### 1+1
- «Шоу на два мільйони»
- «Побий ведучого»
- «Мій зможе» (з Вірою Брежнєвою)
- «Давай, до побачення!»
- «Голос країни»
- «Голос. Діти»

### ТВ3(Росія)
- «Згадати все»

### Інтер
- «Сусід на обід»
- «Обережно, діти!»
- «Добрий вечір на „Інтері“»
- «Крутіше за всіх»
- «Місце зустрічі»
- «Все для тебе»
- «Готуємо разом» з шеф-кухарем Андрієм Дромовим

### Нагороди
- 2008 — премія «Телетріумф» у номінації «Найкращий ведучий розважальної програми».[11]

## Участь у телеіграх
- Брав участь у розважальній телегрі «Я люблю Україну»
- Брав участь у гумористичній телегрі «Зроби мені смішно»
- «Інтуїція» — виграш 0 грн, випуск 7 січня 2011
- «Мільйонер — Гаряче крісло» — випуск 17 лютого 2011
- Грав у команді одеситів у телегрі «Що? Де? Коли?»